# Bobtail

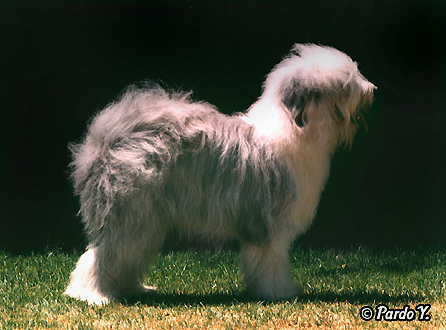
Bobtail

El Bobtail o antic gos pastor anglès és una raça de gos pertanyent a la família dels gossos de guarda o  pastors. Es un gos molt antic, que prové del mateix pastor asiàtic que ha donat vida al briard a França, al Bergamasc i al Komondor.
Els Bobtail van ser seleccionats per primera vegada en l'època de la Guerra dels Cent Anys, i en el seva genealogia apareix el briard.
També a més d'Anglaterra aquest gos va tenir molta difusió entre els pastors  espanyols entre els segles xix i xx per les seves excel·lents condicions i aptituds per a la guarda de bestiar.
Els escrits d'aquella època es refereixen a un "gos drovers" que s'utilitzava principalment per portar ovelles i bestiar al mercat, i s'especula que aquests gossos drover estaven exempts d'impostos pel seu estat laboral. Per demostrar la seva ocupació, les seves cues estaven amputades, donant lloc al costum de cridar al gos pastor amb el sobrenom de "Bob" o "Bobtail". Atès que aquest gos s'ha utilitzat més per conduir que per pasturar, la manca d'una cua que serveixi de timó, per dir-ho d'alguna manera, no ha afectat en cap cas la seva capacitat per treballar amb ovelles o bestiar. El pastor anglès antic va ser promogut per primera vegada als Estats Units per l'industrial de Pittsburgh, Wm. Wade a finals de la dècada de 1880, i cap a principis de segle, cinc de les deu famílies nord-americanes més riques (els Morgans, els Vanderbilts, els Goulds, els Harrisons i els Guggenheims) posseïen, criaven i exhibien el vell pastor anglès antic.

## Descripció de la Raça
És un gos pastor de grans dimensions i envergadura, amb una alçada que ronda els 63 cm. i un pes entre els 30 i els 40 kg. Té les orelles petites i caigudes, recobertes de pèl, coll allargat i fort, pèl abundant escabellat i de tacte aspre, amb una gamma de colors que pot anar des del gris, grisenc, blau al blue merle, amb taques blanques al cap o sense, part baixa del ventre o extremitats anteriors.
La cua sol ser amputada, o simplement hi ha exemplars que ja neixen sense, d'aquí el seu nom Bobtail que en anglès significa cua tallada. Aquest gos és posseïdor d'un lladruc molt característic en el món caní, greu i penetrant.
El mantell necessita cura cotidiana per evitar la formació de nusos difícils de desenredar, es important que el gos hi vegi bé, per això s'ha de tallar el pel sobre els ulls amb regularitat o fer-li una cua. Els gossos d'exposició poden presentar-se al natural o be empolainats amb un llarg i pesat tractament per deixar el pel esponjós, que els dona una gran vistositat.

Mesures: Els mascles solen ser de 61 cm. cm per un pes de 32-45 Kg. Les femelles de 56 cm per un pes entre 27 a 36 Kg.
Esperança de Vida : Entre 10-11 anys.

## Temperament / Caràcter
El Bobtail, de caràcter tolerant, és un gos excel·lent per a la convivència amb nens i altres mascotes. Fidel i intel·ligent, s'adapta a la vida en un pis si és necessari, sempre al costat de la companyia del seu amo. Convé ensinistrar-lo bé des de petit, ja que és un gos receptiu i que aprèn de pressa.
És un gos independent que no necessita estar sempre amb el seu amo, encara que necessita la companyia humana.
Encara que pugui adaptar-se a viure en espais petits, necessita una dosi diària d'exercici a l'aire lliure, perquè en cas contrari podria tornar-se destructiu amb els mobles de la casa. A causa del seu espès pelatge no és una raça recomanada per viure en llocs calorosos.

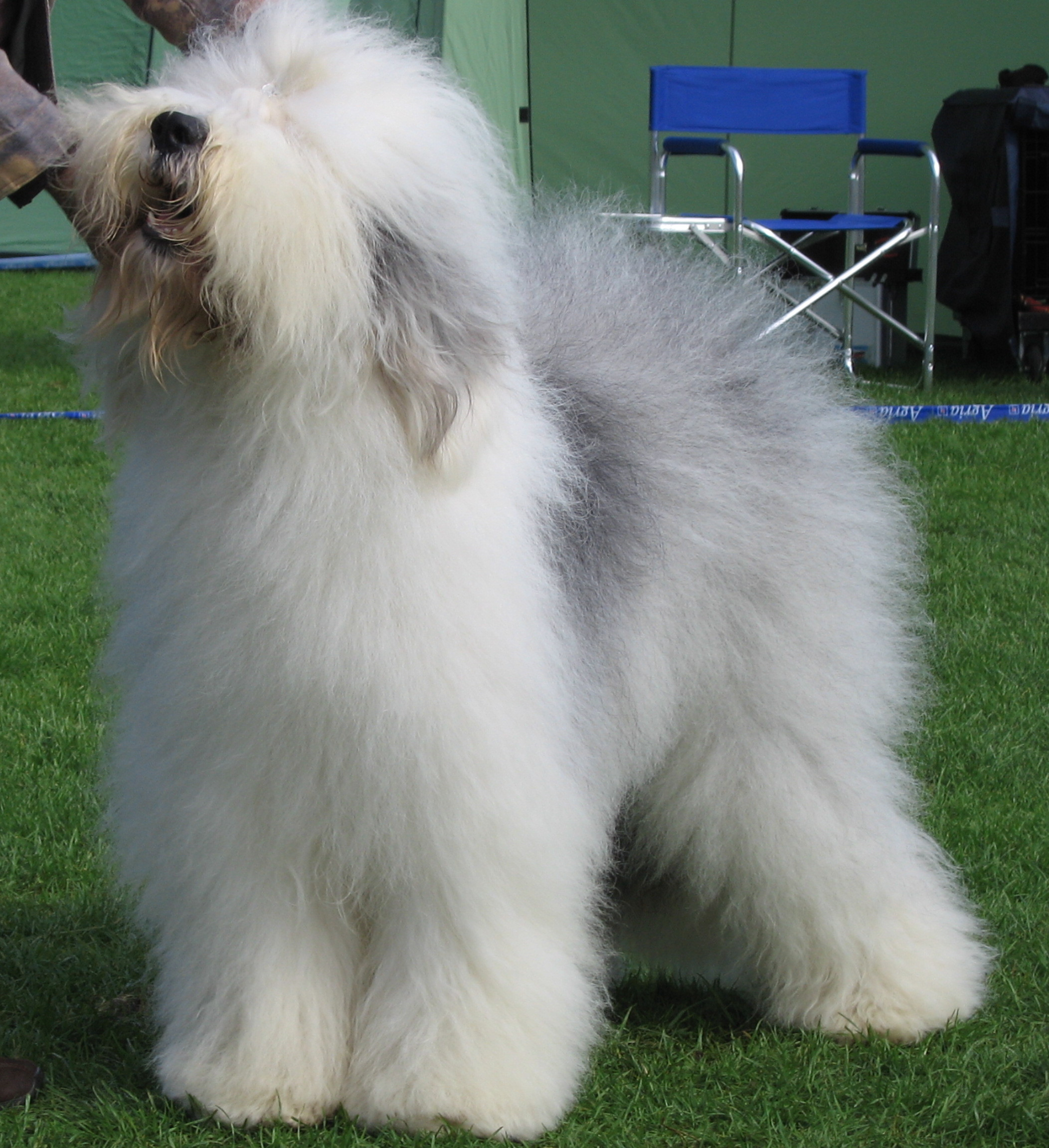
Bobtail